# مینامی‌چیتا، آیچی
می‌نامی‌چیتا، آیچی (به لاتین: Minamichita, Aichi) یک منطقهٔ مسکونی در ژاپن است که در بخش چیتا، آیچی واقع شده‌است. می‌نامی‌چیتا ۳۸٫۳۷ کیلومترمربع مساحت و ۱۸٬۸۰۵ نفر جمعیت دارد.